# 科萊特
西多妮-加布里埃尔·科莱特（法語：Sidonie-Gabrielle Colette，1873年1月28日—1954年8月3日），法國20世紀上半葉的作家，于1948年获得诺贝尔文学奖提名。她的大部分作品都是關於愛情的小說。最著名的作品是《金粉世界》，被改编成电影《金粉世界》和舞台剧。 她也是一个默剧演员和记者。

## 生平

### 家庭和背景
西多妮-加布里埃尔·科莱特出生於法國勃艮第大区约讷省皮伊赛地区圣索沃的一个鄉村，於花園和圖書館之間，大自然使她陶醉，她善於表达芬芳，滋味和各種感覺。她對大千世界和人的心理都極為關注，懷著讚歎不已的心情觀察愛情的種種表現：心動、激情、忌妒和折磨。这个家庭起初很富裕，但到了科莱特上学年龄的时候，糟糕的财务管理大大降低了她父亲的收入，她从6岁到17岁只能在一所公立学校就读，但这对这个时代的女孩来说已经是很好的教育了。

### 早年生活，1893年–1912年
1893年，科莱特嫁给了著名的作家和出版商，筆名“Willy”（威利）的亨利·加尔-维拉尔（1859年–1931年），科莱特的前四部小说Claudine故事系列：《Claudine à l'école》（1900年），《Claudine à Paris》（1901年）， 《Claudine en ménage》 （1902年）和《Claudine s'en va》（1903年），就是以丈夫的名义发表的。这系列小说讲述了女主人公Claudine的生活经历。这个故事是半自传性质的，但也有不同，Claudine与科莱特相比，是从小就失去母亲的。
威利比他的妻子大十四岁，也是巴黎最臭名昭著的浪子之一，他将科莱特引入前卫的知识界和艺术界，进行性事的同时鼓励她建立自己的女同性戀联盟。正是他选择了Claudine小说的主题，“第二个莎孚神话……由一个诱人的女教师统治的女子学校或修道院”（Ladimer, p. 53）。科莱特后来说，如果不是威利，她将永远不会成为一名作家。
科莱特和威利在1906年分居，直到1910年才最终离婚。她无法获得Claudine书籍的大量收入，因为版权归威利所有，直到1912年她在法国各地的音乐厅里演舞台剧，有时扮演她自己的小说中的主角Claudine，才能勉强生存下来，但经常挨饿和不适。《La Vagabonde》（1910年）回顾了她生命中的这段时期，这本书讲述了女性在男性社会中的独立性，这是她未来作品中经常提及的主题。在这些年里，她与一些女性开始了一系列的恋情，特别是与Mathilde de Morny, Marquise de Belbeuf（“Missy”）的关系，她有时与她一起演舞台剧。1907年1月3日，Missy和科莱特在名为Rêved'Égypte的默剧中的亲吻引起了近乎一场骚乱，结果她们不能够再公开生活，尽管她们的关系持续了五年。
1912年，她与《晨报》的编辑亨利·代·乔弗内尔结婚。他们有一个女儿科莱特·代·乔弗内尔，绰号“Bel-Gazou”，出生于1913年。在战争期间，她致力于记者事业，但婚姻只允许她把时间花在写作上。

### 写作生涯，1920年–1954年

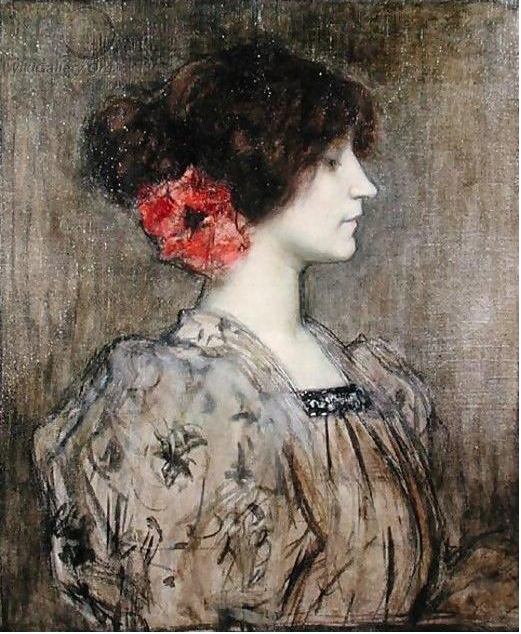
科莱特画像，Jacques Humbert1896年作品

1920年，科莱特出版了小说《Chéri》，讲述了一位年长女人和一个年轻男人之间的爱情。Chéri是Léa的情人，Léa是一个富有的交際花；当Chéri娶了一个与自己年龄相仿的女孩时，Léa感到非常沮丧，当他回到她身边时很高兴，但经过最后一晚，她又把他送走了。
与乔弗内尔的婚姻在1924年以离婚告终，部分原因是由于乔弗内尔的不忠，部分归因于科莱特与她16岁的继子伯特兰·代·乔弗内尔之间的婚外情。1925年，她遇到了Maurice Goudeket，后者成为了她最后的丈夫（这对夫妇一直待在一起直到她去世）。
20世纪20年代和30年代的几十年来，科莱特已经是一个知名作家，这期间是她最富有创造力和创新的时期。她的作品背景大都设定在美好年代时期的勃艮第或巴黎，主题围绕婚姻生活和性。小说经常为半自传性质：《Chéri》（1920年）和《Le Blé en herbe》（1923年）都描写了一个年迈的女人和一个非常年轻的男人之间的爱情，这种情况反映了她与继子伯特兰·代·乔弗内尔还有最后一任丈夫Goudeket的关系。 他们都比她小很多。《La Naissance du Jour》（1928年）是她对女性传统生活的明确批判，通过对她母亲Sido的性格的思考和对爱的放弃而表达出来。
在此期间，科莱特经常被誉为法国最伟大的女作家。

### 晚年生活，1940年–1954年
1940年法国沦陷时科莱特67岁，她留在了巴黎，搬到了巴黎皇家宮殿的一个公寓里。她的丈夫Maurice Goudeket是一名犹太人，于1941年12月被盖世太保逮捕，虽然他在德国大使的法国妻子介入几个月后被释放，但科莱特在担心丈夫再次被捕的焦虑的情况下度过了剩余的战争年代。在占领期间，她写了两本回忆录：《Journal à rebours》（1941年）和《De ma fenêtre》（1942年）。
1944年，她出版了她最著名的作品《金粉世界》，讲述了16岁的 Gilberte ("Gigi") Alvar 的故事。Gigi出生于花街柳巷，被训练成妓女来吸引有钱人，但与富有的商人结婚却打破了传统。1949年，它被制作成一部法国电影，由Danièle Delorme和Gaby Morlay主演。然后于1951年改编为舞台剧，科莱特亲自挑选了当时还不知名的奥黛丽·赫本担任主演；1958年改编为好莱坞音乐电影《金粉世界》，由萊斯利·卡儂和Louis Jourdan主演，Alan Jay Lerner编剧，获得1958年奥斯卡最佳影片奖。
在战后的岁月里，科萊特成为了一位著名的公众人物，因关节炎而瘫痪，由丈夫Goudeket照顾，她丈夫还负责整理她的作品出版《Œuvres completes》（1948年–1950年）。在这些年里，她继续写作，发表了《L'Etoile vesper》（1944年）和《Le Fanal bleu》（1949年），其中她反思了作家灵感主要来源于自传的问题。她于1954年8月3日去世，因为她离过婚，天主教会拒绝为她举行宗教葬礼，但法国为她举办了国家葬礼，这是法国第一位获此殊荣的女作家，她被埋葬在拉雪兹神父公墓。

## 荣誉和遗产

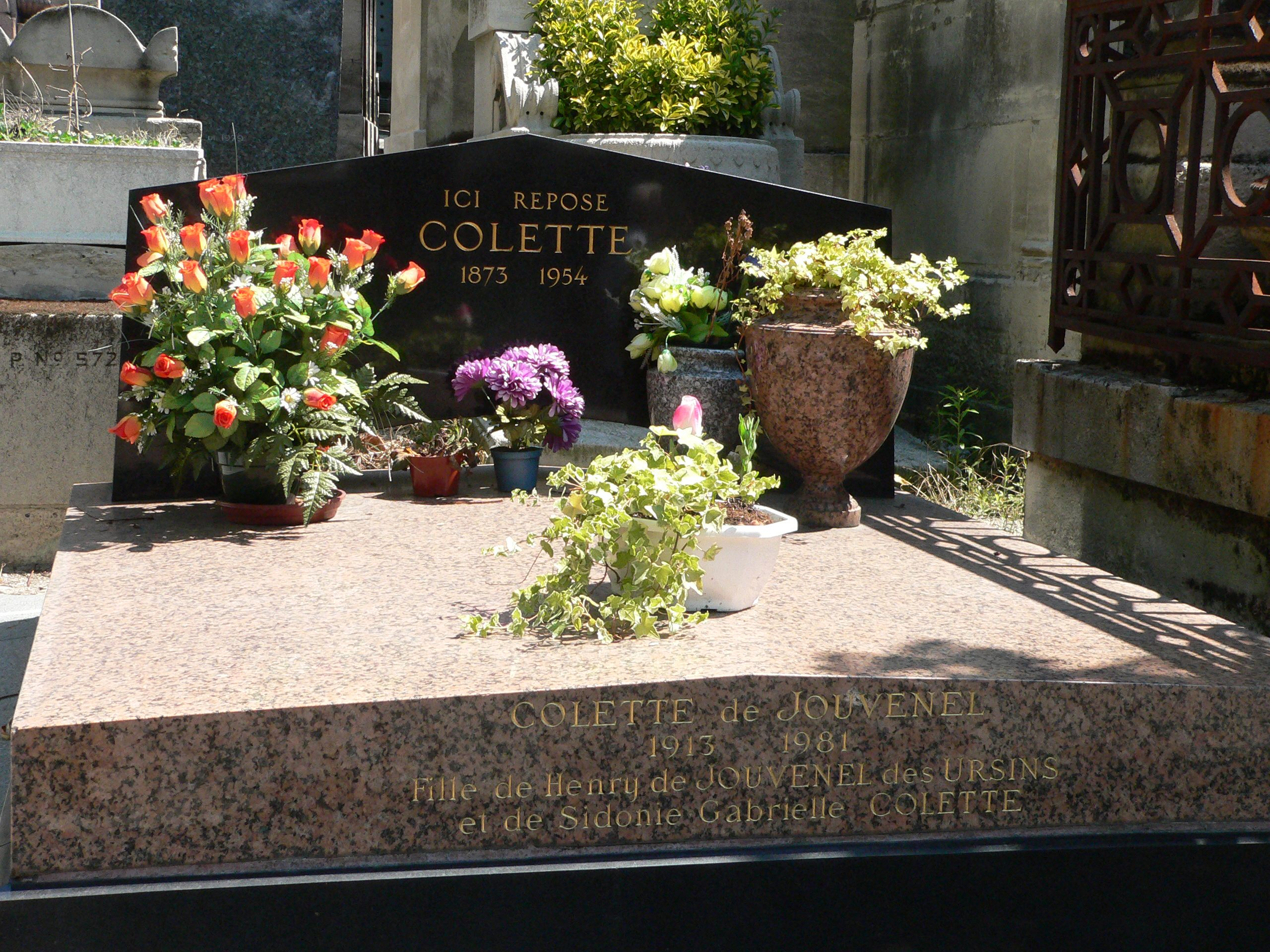
科莱特在拉雪兹神父公墓的墓碑

科萊特入选比利时皇家学院（1935年），获得法國榮譽軍團勳章。
起初，她被认为是一个才华有限的小说家（尽管她一生中对安德烈·紀德和亨利·德·蒙泰朗等人物的直言不讳的钦佩），现在却越来越被公认为女性写作的重要声音。
杜鲁门·卡波特写了一篇关于她的短篇小说，名为“白玫瑰”（1970年）。
2018年讲述科莱特经历的电影《花都教主柯蕾特》，由姬拉·麗莉主演。

## 主要作品
科萊特的代表作有《克羅蒂娜》、《感情收斂》及《親愛的》等。
- Claudine à l'école（英语：Claudine à l'école） (1900)
- Claudine à Paris (1901)
- Claudine en ménage (1902)
- Claudine s'en va (1903)
- Dialogues de Bêtes (1904)
- La Retraite Sentimentale (1907)
- Les Vrilles de la vigne (1908)
- La Vagabonde（英语：The Vagabond (novel)） (1910)
- L'Envers du music hall (1913)
- L'Entrave (1913)
- La Paix Chez les Bêtes (1916)
- L'Enfant et les sortilèges（英语：L'Enfant et les sortilèges）（1917，莫里斯·拉威爾歌劇劇本）
- Mitsou（英语：Mitsou (novel)） (1919)
- Chéri（英语：Chéri and La Fin de Chéri） (1920)
- La Maison de Claudine (1922)
- L'Autre Femme (1922)
- Le Blé en herbe（英语：Le Blé en herbe） (1923)
- La Fin de Chéri（英语：La Fin de Chéri） (1926)
- La Naissance du jour（英语：La Naissance du jour） (1928)
- Sido (1929)
- La Seconde (1929)
- Le Pur et L'Impur（英语：Le Pur et L'Impur） (1932)
- La Chatte（英语：La Chatte） (1933)
- Duo（英语：Duo (novel)） (1934)
- Julie de Carneilhan (1941)
- Le Képi (1943)
- 《金粉世界（英语：Gigi (novella)）》（Gigi） (1944)
- L'Étoile Vesper (1947)
- Le Fanal Bleu (1949)
- Paradis terrestre, 照片由Izis Bidermanas（英语：Izis Bidermanas）拍摄 (1953)

来源：Norell, Donna M. . Garland Reference Library of the Humanities. Routledge. 1993  [2018-07-12]. ISBN 9780824066208. （原始内容存档于2022-02-01）.

### 引文
1. ↑  Tilburg 2008，第78頁.
2. ↑  Portuges & Jouve 1999，第79頁.
3. ↑  Koski, Lorna. . WWD. 2013-12-27  [2014-01-03]. （原始内容存档于2015-09-27）.
4. ↑  Southworth 2004，第111-112頁.
5. ↑  Flower 2013，第78頁.
6. ↑  Ladimer 1999，第51-53頁.
7. ↑  Portuges & Jouve 1994，第79頁.
8. 1 2 3 4 5 6 7  Flower 2013，第145頁.
9. ↑  Rodriguez 2002，第131頁.
10. ↑  Benstock 1986，第48-49頁.
11. 1 2 3  Portuges & Jouves 1994，第80頁.
12. 1 2  Cottrell 1991，第262頁.
13. ↑  Jouves 1987，第109-111頁.
14. ↑  Ladimer 1999，第57頁.
15. ↑  Ladimer 1999，第57-58頁.
16. ↑  Flanner 1972，第70頁.
17. 1 2  Portuges & Jouve 1994，第80-81頁.
18. 1 2  Rosbottom 2014，第unpaginated頁.
19. ↑  Snodgrass 2015b，第unpaginated頁.
20. ↑  Wilson, Scott. Resting Places: The Burial Sites of More Than 14,000 Famous Persons, 3rd ed.: 2 (Kindle Locations 9128-9129). McFarland & Company, Inc., Publishers. Kindle Edition
21. ↑  Hoffman, Jordan. . The Guardian. 2018-01-22  [2018-01-27]. （原始内容存档于2021-02-04）.

### 延伸阅读
- Colette: Autograph letters, signed (6): Paris; Manoir de Rozven par S. Coulomb, Ille-et-Vilaine; and [n.p.], to D. E. Inghelbrecht and Colette Inghelbrecht, 1909-1948 and n.d. are housed at the Pierpont Morgan Library （页面存档备份，存于）.
- Sylvain Bonmariage, Willy, Colette et moi, with an introduction by Jean-Pierre Thiollet（英语：Jean-Pierre Thiollet）, Anagramme ed., Paris, 2004 (reprint)
- Joanna Richardson, Colette, Methuen, London, 1983
- Judith Thurman, Secrets of the flesh : a life of Colette, Bloomsbury, London, 1999